# 亚洛瓦阿塔图尔克公馆
亚洛瓦阿塔图尔克公馆（英語：Yalova Atatürk Mansion），是一座为穆斯塔法·凯末尔·阿塔图尔克建造的公馆，他在访问土耳其马尔马拉地区的雅洛瓦温泉时曾使用过。目前，该建筑为土耳其大国民议会所有，部分作为房屋博物馆向公众开放。

## 历史

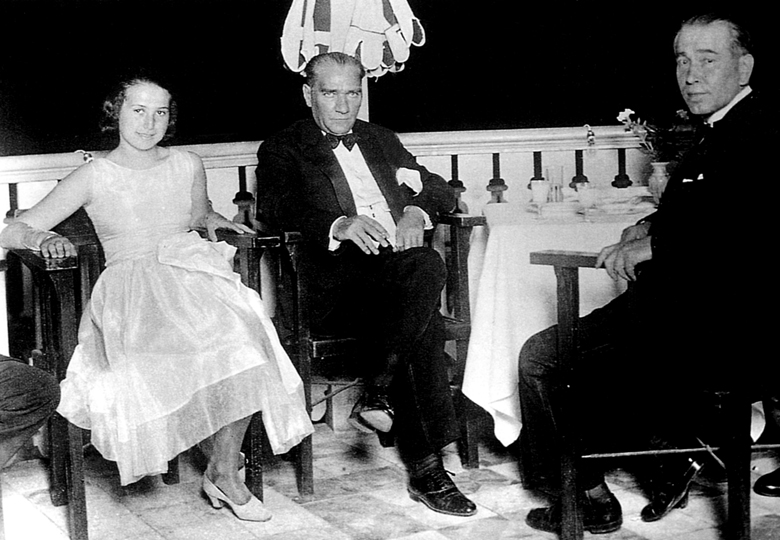
1930年8月13日，凯末尔、阿里·费特希·奥基尔和奥基尔的女儿在亚洛瓦公馆

1927年，穆斯塔法·凯末尔·阿塔图尔克首次访问亚洛瓦，那个夏天他参观了当地的温泉设施。在访问期间，他住在巴尔塔克农场的一个木制凉亭里。该亭子由苏丹阿卜杜勒哈米德二世（1876-1909年在位）于19世纪建造，紧邻温泉浴场。
阿塔图尔克在米莱农场为自己建造了一座公馆。该住所由建筑师塞达特·哈克·埃尔德米特设计，1929年完工。这座公馆最初被称为米莱农场公馆（“米莱”是土耳其语中的“民族”一词），沿用原农场名。
该建筑原为木制公馆，后来进行了翻新。这座两层楼的建筑有三个贵宾室和十一个房间，它还配备了从多尔马巴赫切宫带来的家具。
阿塔图尔克在这座公馆中度过了夏季。他邀请了一些著名土耳其歌手和音乐家，包括萨菲耶·艾拉和穆尼尔·努雷廷·塞尔丘克等举办土耳其古典音乐表演。在公馆时期，他还提议建立土耳其历史学会和土耳其语言协会。

## 博物馆
亚洛瓦阿塔图尔克公馆原本是阿塔图尔克的私人财产，后来被移交给土耳其大国民议会。经过翻新工程、在布置阿塔图尔克照片和个人物品后，该公馆被改造成历史博物馆，并于1981年向公众开放。

## 相关
- 土耳其境内的阿塔图尔克博物馆（英语：Atatürk Museums in Turkey）